# Tour d'Italie 1979
La 62e édition du Tour d'Italie s'est élancée de Florence le 17 mai 1979 et est arrivée à Milan le 6 juin. Long de 3 301 km, ce Giro a été remporté par le coureur italien Giuseppe Saronni, également vainqueur du classement par points et de trois étapes.

## Équipes participantes
| N.    | Code | Équipe              |
| ----- | ---- | ------------------- |
| 1-10  | BIA  | Bianchi             |
| 11-20 | CBM  | CBM Fast-Gaggia     |
| 21-30 | GBC  | Carlos-Galli-G.B.C. |
| 31-40 | GIS  | Gis Gelati          |
| 51-60 | MAG  | Magniflex-Torpado   |
| 61-70 | MEC  | Mecap-Hoonved       |
| 71-80 | SNG  | San Giacomo         |

| N.      | Code | Équipe                      |
| ------- | ---- | --------------------------- |
| 81-90   | PEU  | Peugeot                     |
| 91-100  | SAN  | Sanson                      |
| 101-110 | SAN  | Sapa Assicurazioni-Frontini |
| 111-120 | SCI  | Scic-Bottecchia             |
| 121-130 | WIL  | Willora-Piz Buin            |
| 131-140 | ZON  | Zonca-Santini               |

- L'équipe INOXPRAN ne prend pas le départ, dossards 41-50.

## Classement général
| Classement général final |                  |
| --- | ---------------- |
| \| 1. Giuseppe Saronni \| 89 h 29 min 18 s \| \| 2. Francesco Moser \| à 2 min 09 s \| \| 3. Bernt Johansson \| à 5 min 13 s \| \| 4. Michel Laurent \| à 5 min 31 s \| \| 5. Silvano Contini \| à 7 min 33 s \| \| 6. Mario Beccia \| à 7 min 50 s \| \| 7. Fausto Bertoglio \| à 11 min 27 s \| \| 8. Josef Fuchs \| à 13 min 07 s \| \| 9. Gody Schmutz \| à 14 min 16 s \| \| 10. Roberto Visentini \| à 16 min 11 s \| \| 130 partants, 111 classés \| \| |                  |
| 1. Giuseppe Saronni | 89 h 29 min 18 s |
| 2. Francesco Moser | à 2 min 09 s     |
| 3. Bernt Johansson | à 5 min 13 s     |
| 4. Michel Laurent | à 5 min 31 s     |
| 5. Silvano Contini | à 7 min 33 s     |
| 6. Mario Beccia | à 7 min 50 s     |
| 7. Fausto Bertoglio | à 11 min 27 s    |
| 8. Josef Fuchs | à 13 min 07 s    |
| 9. Gody Schmutz | à 14 min 16 s    |
| 10. Roberto Visentini | à 16 min 11 s    |
| 130 partants, 111 classés |                  |

## Étapes
| Étape     | Date     | Villes étapes               | km  | Vainqueur d'étape   | Leader du classement général |
| Prologue  | 17 mai   | Florence                    | 8   | Francesco Moser     | Francesco Moser              |
| 1re étape | 18 mai   | Florence – Pérouse          | 156 | Mario Beccia        | Francesco Moser              |
| 2e étape  | 19 mai   | Pérouse - Castel Gandolfo   | 204 | Roger De Vlaeminck  | Francesco Moser              |
| 3e étape  | 20 mai   | Caserte – Naples            | 31  | Francesco Moser     | Francesco Moser              |
| 4e étape  | 21 mai   | Caserte - Potenza           | 210 | Claudio Bortolotto  | Francesco Moser              |
| 5e étape  | 22 mai   | Potenza - Vieste            | 223 | Giuseppe Saronni    | Francesco Moser              |
| 6e étape  | 23 mai   | Vieste - Chieti             | 260 | Bruno Wolfer        | Francesco Moser              |
| 7e étape  | 24 mai   | Chieti - Pesaro             | 252 | Alan van Heerden    | Francesco Moser              |
| 8e étape  | 25 mai   | Rimini - Saint-Marin        | 28  | Giuseppe Saronni    | Giuseppe Saronni             |
| 9e étape  | 26 mai   | Saint-Marin - Pistoia       | 248 | Roger De Vlaeminck  | Giuseppe Saronni             |
| 10e étape | 27 mai   | Lerici - Portovenere        | 25  | Knut Knudsen        | Giuseppe Saronni             |
| 11e étape | 28 mai   | La Spezia - Voghera         | 212 | Bernt Johansson     | Giuseppe Saronni             |
| 12e étape | 29 mai   | Alessandria - Saint-Vincent | 204 | Roger De Vlaeminck  | Giuseppe Saronni             |
| 13e étape | 30 mai   | Aosta - Meda                | 229 | Dino Porrini        | Giuseppe Saronni             |
| 14e étape | 31 mai   | Meda - Bosco Chiesanuova    | 212 | Bernt Johansson     | Giuseppe Saronni             |
| 15e étape | 1er juin | Vérone - Trévise            | 121 | Giuseppe Martinelli | Giuseppe Saronni             |
| 16e étape | 2 juin   | Trévise - Pieve di Cento    | 195 | Roberto Ceruti      | Giuseppe Saronni             |
| 17e étape | 4 juin   | Pieve di Cadore - Trente    | 194 | Francesco Moser     | Giuseppe Saronni             |
| 18e étape | 5 juin   | Trente - Barzio             | 245 | Amilcare Sgalbazzi  | Giuseppe Saronni             |
| 19e étape | 6 juin   | Cesano Maderno - Milan      | 44  | Giuseppe Saronni    | Giuseppe Saronni             |

## Classements annexes
| Classement par points     | Giuseppe Saronni   | 275 points        |
| Deuxième                  | Francesco Moser    | 274 points        |
| Troisième                 | Bernt Johansson    | 260 points        |
| Classement de la montagne | Claudio Bortolotto | 495 points        |
| Deuxième                  | Beat Breu          | 330 points        |
| Troisième                 | Bernt Johansson    | 300 points        |
| Classement des jeunes     | Silvano Contini    | 89 h 36 min 51 s  |
| Deuxième                  | ?                  | -                 |
| Troisième                 | ?                  | -                 |
| Classement par équipes    | Sanson-Luxor TV    | 325 h 52 min 53 s |
| Deuxième                  | Mecap              | -                 |
| Troisième                 | San Giacomo        | -                 |

## Liste des coureurs
| Bianchi Faema | CBM Fast Gaggia | GBC |
| - 1 Johan De Muynck (Bel) 19e - 2 Alex Van Linden (Bel) 92e - 3 Silvano Contini (Ita) 5e - 4 Aldo Donadello (Ita) 43e - 5 Knut Knudsen (Nor) ab - 6 Salvatore Maccali (Ita) 48e - 7 Valerio Lualdi (Ita) 24e - 8 Sergio Parsani (Ita) 53e - 9 Aldo Parecchini (Ita) 71e - 10 Rik van Linden (Bel) ab                             | - 11 Tullio Bertacco (Ita) 52e - 12 Maurizio Bertini (Ita) 96e - 13 Luciano Borgognoni (Ita) ab - 14 Annunzio Colombo (Ita) 54e - 15 Corrado Donadio (Ita) 37e - 16 Renato Laghi (Ita) 51e - 17 Alfonso Dal Pian (Ita) 38e - 18 Angelo Tosoni (Ita) 110e - 19 Roberto Visentini (Ita) 10e - 20 Bruno Zanoni (Ita) 111e | - 21 Dirk Baert (Bel) ab - 22 Bruno Vicino (Ita) 105e - 23 Shane Bartley (Aus) 77e - 24 Finn Clausen (Dan) ab - 25 Louis Luyten (Bel) 103e - 26 Eugène Plet (Fra) 68e - 27 Willem Thomas (Bel) 99e - 28 Urbain Van Der Flaas (Bel) 101e - 29 René Van Der Gilst (Bel) ab - 30 Dirk Vermeersch (Bel) ab                  |
| Gis Gelati | Magniflex | Mecap Hoonved |
| - 31 Roger De Vlaeminck (Bel) ab - 32 Carmelo Barone (Ita) 18e - 33 Leonardo Bevilacqua (Ita) 72e - 34 Ronny Bossant (Bel) 93e - 35 Silvano Cervato (Ita) 59e - 36 Willy De Geest (Bel) 70e - 37 Ronan DeMeyer (Bel) ab - 38 Piero Falorni (Ita) 74e - 39 Giuseppe Passuello (Ita) 45e - 40 Antonio D'Alonzo (Ita) 47e           | - 51 Bernt Johansson (Sue) 3e - 52 Per Bausager (Dan) 34e - 53 Roberto Ceruti (Ita) 27e - 54 Jean-Claude Fabbri (Ita) 55e - 55 Jorgen Marcussen (Dan) ab - 56 Ignazio Paleari (Ita) 73e - 57 Graziano Rossi (Ita) 100e - 58 Amilcare Sgalbazzi (Ita) 14e - 59 Giancarlo Tartoni (Ita) ab - 60 Gino Tigli (Ita) ab      | - 61 Mario Beccia (Ita) 6e - 62 Giuliano Cazzolato (Ita) 107e - 63 Vincenzo De Caro (Ita) 26e - 64 Mario Fraccaro (Ita) 60e - 65 Luciano Loro (Ita) ab - 66 Dante Morandi (Ita) 76e - 67 Dino Porrini (Ita) 108e - 68 Luciano Rossignoli (Ita) 61e - 69 Sergio Santimaria (Ita) 78e - 70 Roberto Sorlini (Ita) 94e      |
| Mobilificio San Giacomo | Peugeot | Sanson |
| - 71 Alessio Antonini (Ita) 57e - 72 Fausto Bertoglio (Ita) 7e - 73 Cesare Cipollini (Ita) 97e - 74 Franco Conti (Ita) 22e - 75 Giuseppe Fatato (Ita) 65e - 76 Giuseppe Martinelli (Ita) 87e - 77 Francesco Masi (Ita) 69e - 78 Giuseppe Perletto (Ita) 30e - 79 Leone Pizzini (Ita) 88e - 80 Orlando Maini (Ita) 89e            | - 81 Gregor Braun (All) 39e - 82 Alan van Heerden (Afs) 75e - 83 Yves Hézard (Fra) 44e - 84 Michel Laurent (Fra) 4e - 85 Roger Legeay (Fra) 62e - 86 Patrick Perret (Fra) 25e - 87 Guy Sibille (Fra) 79e - 88 Bernard Thévenet (Fra) 31e - 89 Marcel Tinazzi (Fra) 40e - 90 Jean-Luc Vandenbroucke (Bel) 58e           | - 91 Francesco Moser (Ita) 2e - 92 Claudio Bortolotto (Ita) 15e - 93 Ronald De Witte (Bel) 17e - 94 Phil Edwards (Gbr) 42e - 95 Simone Fraccaro (Ita) 20e - 96 Renato Marchetti (Ita) 80e - 97 Palmiro Masciarelli (Ita) ab - 98 Marcello Osler (Ita) 66e - 99 Wladimiro Panizza (Ita) 13e - 100 Attilio Rota (Ita) 35e |
| Sapa Assicurazioni | Scic Bottecchia | Willora Piz Buin |
| - 101 Vittorio Algeri (Ita) 64e - 102 Marino Amadori (Ita) 11e - 103 Alessandro Bettoni (Ita) 104e - 104 Giancarlo Casiraghi (Ita) 63e - 105 Stefano D'Arcangelo (Ita) 67e - 106 Walter Dusi (Ita) 56e - 107 Fiorenzo Favero (Ita) 84e - 108 Leonardo Natale (Ita) 16e - 109 Mario Noris (Ita) 98e - 110 Paolo Rosola (Ita) 109e | - 111 Giuseppe Saronni (Ita) 1e - 112 Arnaldo Caverzasi (Ita) ab - 113 Luciano Conati (Ita) ab - 114 Josef Fuchs (Sui) 8e - 115 Walter Riccomi (Ita) 46e - 116 Enrico Paolini (Ita) 95e - 117 Gabriele Landoni (Ita) 36e - 118 Alfredo Chinetti (Ita) 29e - 119 Armando Lora (Ita) 85e - 120 Roy Schuiten (Hol) 33e    | - 121 Gottfried Schmutz (Sui) 9e - 122 Guido Amrhein (Sui) 90e - 123 Hansjörg Aemisegger (Sui) ab - 124 Thierry Bolle (Sui) 91e - 125 Beat Breu (Sui) 23e - 126 Alex Frei (Sui) 106e - 127 Guido Frei (Sui) 86e - 128 Fridolin Keller (Sui) 41e - 129 Erwin Lienhard (Sui) 21e - 130 Josef Wehrli (Sui) 82e             |
| Zonac | | |
| - 131 Pierino Gavazzi (Ita) 50e - 132 Giancarlo Bellini (Ita) ab - 133 Claudio Corti (Ita) 28e - 134 Enrico Guadrini (Ita) 83e - 135 Leonardo Mazzanti (Ita) 81e - 136 Clyde Sefton (Aus) ab - 137 Piero Spinelli (Ita) 102e - 138 Claudio Torelli (Ita) 49e - 139 Ennio Vanotti (Ita) 32e - 140 Bruno Wolfer (Sui) 12e          | | |

## Sources
- (nl) Cet article est partiellement ou en totalité issu de l’article de Wikipédia en néerlandais intitulé « Ronde van Italië 1979 » (voir la liste des auteurs).